# Chloé Stefani

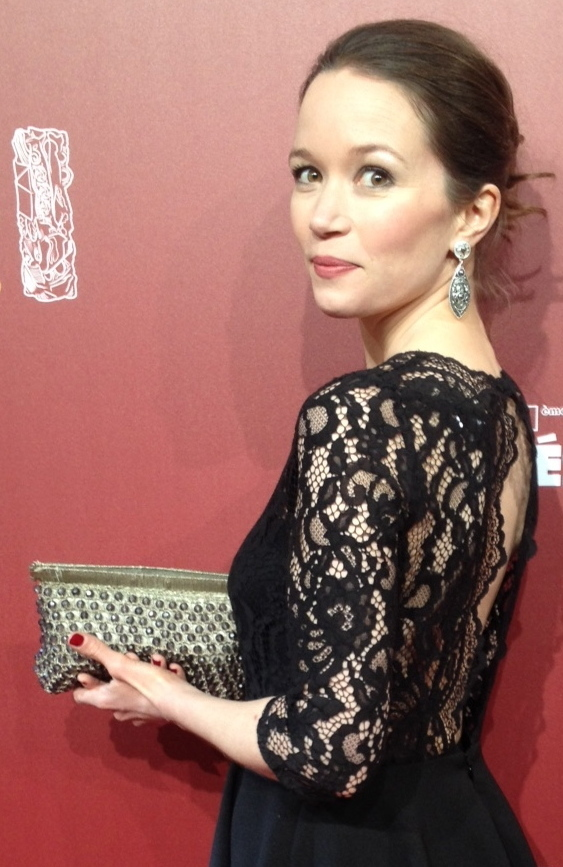
Chloé Stefani 2016.

Chloé Stefani, född 1981 i Paris, är en fransk skådespelerska. Hon studerade engelska och spanska vid Sorbonne. Hon har studerat skådespeleri under bland annat fyra år vid École du Studio d’Asnières. 

## Film
- Du poil sous les roses (2002)
- Henri 4 (2010)

## TV
- Le tuteur (2005)
- Jeanne Poisson, Marquise de Pompadour (2006)
- Comment lui dire (2006)
- Le réveillon des bonnes (2007)
- R.I.S. Police scientifique (2008)
- Les petits meurtres d'Agatha Christie (2009)
- La très excellente et divertissante histoire de François Rabelais (2010)

## Teater
- Dissipation des brumes matinale
- Sganarelle ou le cocu imaginaire
- Il importe que tu nous entendes (Studio Théâtre d'Asnières)
- Les petits cailloux (Théâtre de l'Epouvantail)